# Atlasz (építészet)

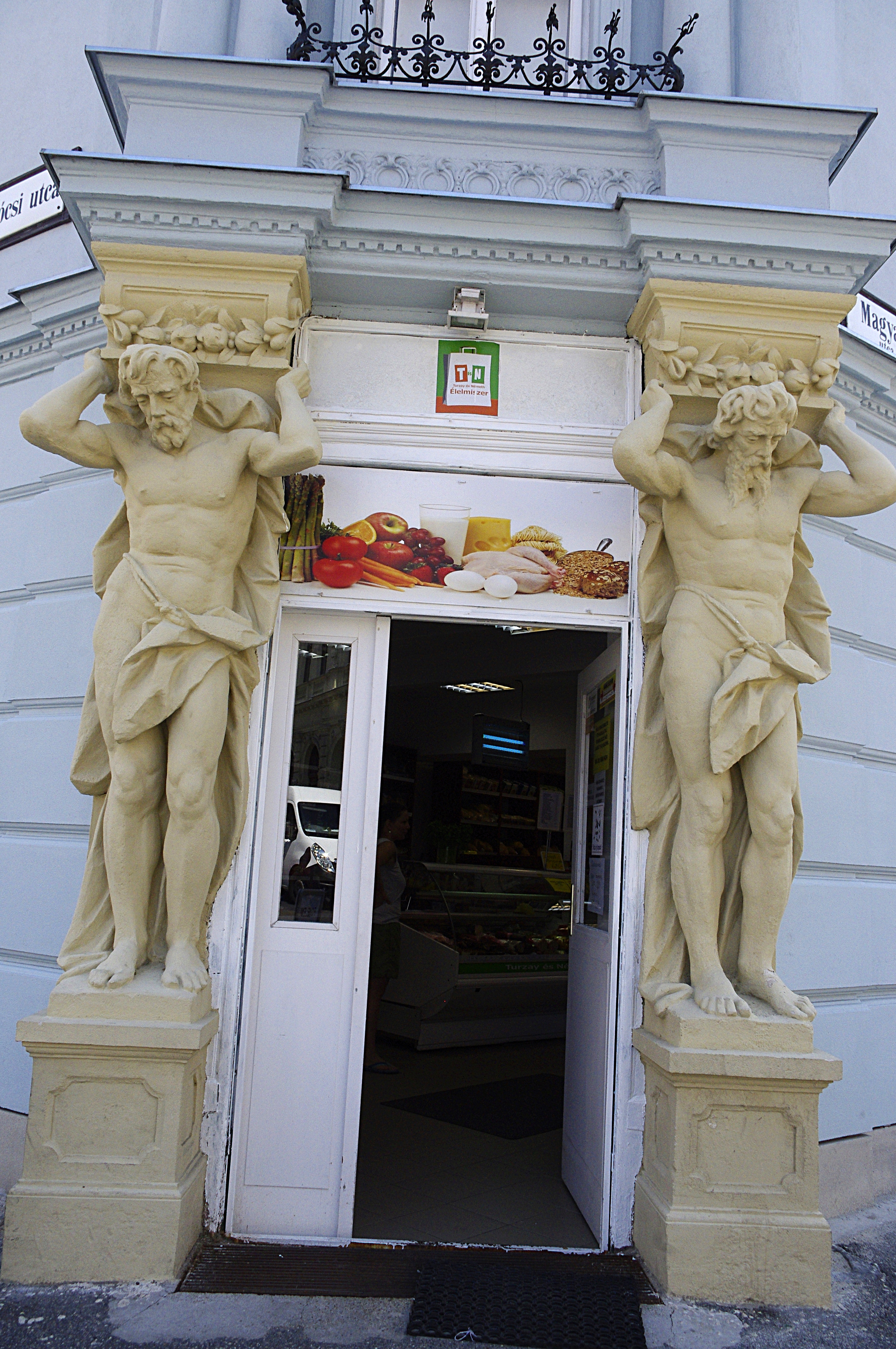
Atlaszok Sopronban

Atlasz pár, vagy atlaszok sora épületek horizontális elemeinek tartását szolgálják az oszlopokkal hasonló módon. Az építőművészetben ezek rendszerint az embernél nagyobb, izmos férfi alakját öltik és hasonlatosak  a görög mitológiából ismert Atlasz, az égboltot megtartó titánhoz. Atlasz elnevezés helyett a rómaiak a telamon fogalmát használták.
Nőnemű párjaik a kariatidák, de tőlük eltérően a tartásuk előre görnyedt, karjuk a teher alatt van, így látványosan fejezik ki a vállaikon viselt  teher súlyát. Alkalmazásuk nem korlátozódott az építészetben pusztán az antik görög, majd római korszakokra, hanem megvalósult a későbbi korokban, a reneszánsz, a barokk, a rokokó, a klasszicizmus illetőleg a neoreneszánsz és a neoklasszicizmus idején is. A 19. században a manierizmus ismertető jegyeit mutatják.

## Fordítás
Ez a szócikk részben vagy egészben  az   Atlant című német Wikipédia-szócikk ezen változatának fordításán alapul.  Az eredeti cikk szerkesztőit annak laptörténete sorolja fel. Ez a jelzés csupán a megfogalmazás eredetét és a szerzői jogokat jelzi, nem szolgál a cikkben szereplő információk forrásmegjelöléseként.